# Aga Mikolaj
Aga Mikolaj (geboren als Agnieszka Beata Mikołajczyk) (Kutno, 7 maart 1971 – 11 november 2021) was een Poolse sopraan.

## Leven

### Opleiding
Aga Mikolaj studeerde van 1990 tot 1996 aan de Musikakademie in Posen bij professor Antonina Kawecka. Gedurende haar studie ontving ze een stipendium van de Universität für Musik und darstellende Kunst in Wenen. In 1997 nam ze deel aan masterclasses van Renata Scotto in het kader van het I.V.C. te 's-Hertogenbosch, en vanaf 2001 tot 2006 was ze privé leerling van Elisabeth Schwarzkopf.

### Carrière
Haar loopbaan als zangeres begon in 1995 aan het Teatr Wielki te Poznań, waar ze rollen als de gravin (Le Nozze di Figaro), Pamina (Die Zauberflöte) en Rachel (La Juive) zong. Daarnaast had ze gastoptredens aan het Teatr Wielki te Warschau, evenals aan de operahuizen van Łódź, Breslau, Luxemburg, Heilbronn en Hannover. Vanaf september 2002 zong Aga Mikolaj aan de Bayerischen Staatsoper München, waar ze rollen als Eerste Dame en Pamina in Die Zauberflöte, Donna Elvira (Don Giovanni), het Eerste Bloemenmeisje (Parsifal), Ännchen (Der Freischütz), Drusilla (L'Incoronazione di Poppea), Gretel (Hänsel und Gretel), Marzelline (Fidelio), Euridice (Orfeo ed Euridice), Najade (Ariadne auf Naxos), Almirena (Rinaldo), Musetta (La Bohème) und Gravin Almaviva in Le Nozze di Figaro vertolkte.
Aga Mikolaj was te gast aan verschillende Europese operahuizen, bijvoorbeeld aan het Aalto-Theater (Pamina, Eva/Die Meistersinger von Nürnberg, Gravin/Le Nozze di Figaro), aan de Opéra Bastille in Parijs (Eerste Dame), aan de Wiener Volksoper (Micaela/Carmen), aan het Nationaltheater Prag (Donna Elvira), Deutsche Oper Berlin, aan het Opernhaus Graz en aan het Nationaltheater Mannheim. In 2004 was Aga Mikolaj met de Weense Staatsopera op tournee in Japan, onder leiding van Seiji Ozawa (Don Giovanni). Contracten in de VS en Canada voerden naar optredens in Chicago, Cleveland, Pittsburgh, Philadelphia, Providence en Montreal. In 2006 gaf ze haar concertdebuut in New York in de Avery Fisher Hall van het Lincoln Center. Haar debuut op het Glyndebourne Festival als Fiordiligi in Così fan tutte vond plaats in het kader van een tournee in het najaar van 2006.
In het seizoen 2008/2009 zong ze Donna Elvira in Monte Carlo, Wiesbaden, Tokio, Berlijn en Boedapest..

### Overlijden
Mikolaj stierf op 11 november 2021 op 50-jarige leeftijd aan complicaties van COVID-19.

## Prijzen
- 1995: Spezialpreis des Ada-Sari-Wettbewerbs in Nowy Sącz (Polen).
- 1996: Publieksprijs en de G.F. Handel Award van het 41ste Internationale Vocalistenconcours te 's-Hertogenbosch
- 1999: Zowel de 2e prijs als ook de Verdi-prijs bij de Internationale Alfredo Kraus-wedstrijd te Las Palmas.

## Discografie
- Janáček: Glagolitische Mis (PentaTone)
- Penderecki: Seven Gates of Jerusalem, Symphony No. 7 (Naxos)
- Penderecki: Credo / Cantata in honorem Almae Matris Universitatis Iagellonicae sescentos abhinc annos fundatae (Naxos)
- Schubert: Der vierjährige Posten / Die Zwillingsbrüder (Phoenix Edition)
- Aga Mikolaj singt Strauss & Mozart (CPO)

- Gemeinsame Normdatei: 135742218
- International Standard Name Identifier: 0000 0001 1073 7282
- Library of Congress Control Number: no2006134690
- MusicBrainz: 98046ac6-53b5-4ec3-a8ec-d47f053c4783
- Nationale Bibliotheek van Tsjechië: jx20031124123
- Nationale Bibliotheek van Israël: 987007410495905171
- Système universitaire de documentation: 243888821
- Virtual International Authority File: 84289268
- WorldCat: E39PBJyWXbphpXhRHhBJC7Xrv3